# Ďapalovce
Ďapalovce este o comună slovacă, aflată în districtul Vranov nad Topľou din regiunea Prešov. Localitatea se află la altitudinea de 195 m deasupra n.m., se întinde pe o suprafață de 14,38 km2 și în 2017 număra 441 de locuitori.

## Istoric
Localitatea Ďapalovce este atestată documentar din 1408.

## Demografie
| An:                | 1994 | 2004   | 2014   | 2024   |
| ------------------ | ---- | ------ | ------ | ------ |
| Număr de persoane: | 513  | 486    | 461    | 415    |
| Diferență:         |      | −5,26% | −5,14% | −9,97% |

| An:                | 2023 | 2024   |
| ------------------ | ---- | ------ |
| Număr de persoane: | 417  | 415    |
| Diferență:         |      | −0,47% |